# Sínolo
Sínolo, en terminología filosófica, es un concepto o doctrina que define a la sustancia compuesta de materia y forma, es decir, a los entes individuales singulares. 
Sirvió a Aristóteles en su crítica contra la tesis platoniana del "mundo de las ideas".